# Dżawa
Dżawa (gruz. ჯავა – Dżawa, oset. Дзау – Dzau) – osiedle typu miejskiego w spornej Osetii Południowej, 22 km na północ od Cchinwali, w dolinie rzeki Liełacha, 1040 m n.p.m. W 2015 roku liczyło 2111 mieszkańców.
Według strony gruzińskiej jest centrum dystryktu Dżawa w regionie Wewnętrzna Kartlia. Według Osetyjczyków jest to ośrodek rejonu Dżawa.
Średnia temperatura czerwca to 18 °C, a opady 750 mm/rok.